# Троицкий, Алексей Евлампиевич
Алексе́й Евла́мпиевич Тро́ицкий (1894—1958) — российский футболист, нападающий.

## Биография
Алексей родился в семье протоиерея Евлампия Троицкого, настоятеля храма Святителей Афанасия и Кирилла и Софьи Троицкой, в девичестве Смирновой—дочери Сергея Константиновича Смирнова.
В семье отца Евлампия было шестеро детей: Виктор (родившийся 12 декабря 1887 г.), Анатолий (30 августа 1889), София (29 июля 1891), Алексей (25 января 1894), Димитрий (4 февраля 1896) и Сергий (28 февраля 1898).
Алексей, как и все братья, окончил Заиконоспасское духовное училище и Московскую семинарию, но в Академию не пошёл. С началом Первой мировой войны он поступил в Александровское военное училище на ускоренный курс и через полгода был отправлен на фронт.
После революции 1917 года служил в рядах Красной армии, занимался преподавательской работой.
Когда началась Великая Отечественная война, Алексею было сорок семь лет. Он ушел добровольцем на фронт, был контужен, попал в плен. После освобождения из плена в конце войны был помещен в фильтрационный спецлагерь для военнопленных, освободился в конце 1946 года. Как и многие люди его судьбы, был ущемлен в правах, а значит, устроиться на работу по специальности уже не мог. Помогла одна из знакомых, директор вечерней школы, которая устроила его завхозом.
С начала 1910-х годов, когда футбол только появился в Москве, Алексей и его братья Димитрий и Сергий стали увлечёнными футболистами, участвовали в первых футбольных состязаниях 1913-1914 гг. Алексей был одним из лучших нападающих Москвы, выступал за московские клубы «Унион» (1913—1922) (летом также играл за команду дачного посёлка «Быково» в 1913—1915 гг.), «Новогиреево» (1918), «Красные Сокольники» (1923—1925) и «ЗКФП» (1926—1928).
Сыграл три матча за сборную Российской империи в 1914 году: против Швеции, Норвегии и Эстонии.
В 1913—1914 годах в официальных сыграл сборную Москвы 10 матчей и забил 4 гола. Также известно об участии Троицкого, по крайней мере, в 12 неофициальных встречах сборной Москвы и 3 забитых мячах.
|  |  |

По материнской линии имел двоюродных братьев также увлечённых футболом: Константина и Леонида Смирновых.

## Достижения
Московская футбольная лига
- Вице-чемпион: 1914
- Бронзовый призёр: 1918 (в)

## Статистика за сборные команды
| Сборная Российской империи по футболу | Сборная Российской империи по футболу | Сборная Российской империи по футболу | Сборная Российской империи по футболу | Сборная Российской империи по футболу | Сборная Российской империи по футболу | Сборная Российской империи по футболу | Сборная Российской империи по футболу |
| №                                     | Дата                                  | Соперник                              | Матч                                  | Счёт                                  | Минуты                                | Мячи                                  |                                       |
| ------------------------------------- | ------------------------------------- | ------------------------------------- | ------------------------------------- | ------------------------------------- | ------------------------------------- | ------------------------------------- | ------------------------------------- |
| 1                                     | 5 июля 1914                           | Швеция                                | тм                                    | 2:2                                   | 90'                                   | -                                     |                                       |
| 2                                     | 12 июля 1914                          | Норвегия                              | тм                                    | 1:1                                   | 90'                                   | -                                     |                                       |
| 3                                     | 18 июля 1914                          | Эстония                               | тм                                    | 5:2                                   | 90'                                   | 73', 98′                              |                                       |

## Воспоминания и цитаты
Мое приобщение к организованному футболу состоялось в 1916–1917 годах. Началось все с посещения игр первенства города среди учебных заведений, в котором безуспешно участвовала команда коммерческого училища братьев Мансфельд, где я учился. Главный фаворит турнира – команда императорского коммерческого училища – из года в год сражалась за первое место с командой духовной семинарии, которую в народе запросто называли «попы». В ней выступали известные московские футболисты, сыновья священников: Николай Троицкий, его однофамильцы братья Сергей и Алексей Троицкие. «Попы» упорно рвались в чемпионы, но в итоге «императорцы» все-таки взяли верх при помощи своих асов, Павла Канунникова и Сергея Бухтеева, известных всей футбольной Москве.Николай Петрович Старостин, футболист, неоднократный чемпион СССР и РСФСР, Заслуженный мастер спорта СССР, Герой Социалистического Труда